# Morris Sixteen
Der Morris Sixteen war ein PKW der oberen Mittelklasse, das die Morris Motor Company 1936 als Nachfolger des Oxford 6 herausbrachte.
Dieser Nachfolger wurde zunächst ebenfalls als Oxford 6 verkauft, später in Oxford 16 umbenannt, und schließlich fiel der Name Oxford ganz weg. Der Morris 16 besaß, wie sein Vorgänger, einen seitengesteuerten Sechs-Zylinder-Reihenmotor mit 2062 cm³ Hubraum, alle vier Räder waren an Halbelliptikfedern aufgehängt. Die Fahrzeuge waren als viertürige Limousinen erhältlich.
Bereits im Jahr des Erscheinens wurde das Modell durch den Morris Eighteen mit einem stärkeren Motor abgelöst.